# 2,2,4-三甲基-1,2-二氢喹啉
2,2,4-三甲基-1,2-二氢喹啉（2,2,4-Trimethyl-1,2-dihydroquinoline，通常简称为TMQ）是一种常用的胺类抗氧化剂，广泛用作橡胶和某些塑料的稳定剂。

## 合成
TMQ可由苯胺与丙酮縮合反應合成。

## 结构

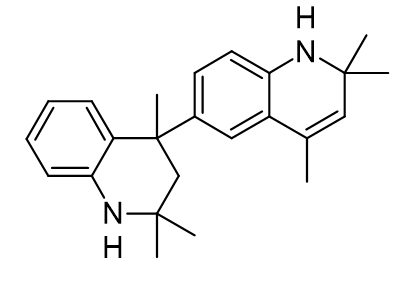
TMQ二聚体中最常见的一种。CAS：18121-94-3

TMQ的结构通常以单体的形式表示；然而，商业化的TMQ通常是由多种低聚物组成的复杂混合物。常见的有二聚体、三聚体和四聚体，但也有高分子量的版本。歐洲化學品管理局在TMQ的注册中包含了近十种化合物。供应商之间的成分差异可能会影响TMQ的性能，从而形成了一个复杂的市场。

## 应用
TMQ主要用于橡胶中。它是一种良好的抗氧化剂，但对于抗弯曲开裂（疲劳）保护效果较差，并且在抗臭氧性方面效果不明显。在轮胎配方中，TMQ通常与6PPD共同使用。TMQ低聚物的高分子量使其不易挥发，因此在长期耐热保护剂方面更加有效，也更不容易从聚合物中渗出。TMQ对交联过氧化物（用于生产三元乙丙橡胶或PEX）相对惰性，因此也常用于这些聚合物中。